# Тонкочеревець сплющений
Тонкочеревець сплющений (Sympetrum depressiusculum) — вид бабок родини справжніх бабок (Libellulidae).

## Поширення
Вид поширений в помірних частинах Євразії від Західної Європи до Японії. В Україні трапляється на Поліссі, у Західному Лісостепу, Прикарпатті, на Закарпатті, в дельті річки Дунай і в Херсонській області.

## Опис
Бабка завдовжки 28-35 мм, черевце 18-23 мм, заднє крило 21-27 мм. Задній край передньоспинки з великим, практично вертикальним виступом, який несе на собі бахромку з довгих волосків. Груди звужені, трохи ширші черевця. Бічні чорні лінії на черевці короткі. Є парні чорні мітки на третьому-сьомому тергітах черевця. Ноги чорного кольору. Базальні плями на задніх крилах бурштинового кольору, дрібні або нечіткі, або зовсім відсутні на передніх.